# Ascarina
Ascarina – rodzaj roślin należący do rodziny zieleńcowatych. Obejmuje około 10–12 gatunków. Ich zasięg obejmuje Malezję, wyspy Oceanii wraz z Nową Zelandią, jeden gatunek rośnie także na Madagaskarze. 

## Morfologia
PokrójKrzewy i niewielkie drzewa.
KwiatyZebrane w złożone kłosy wyrastające szczytowo lub w kątach liści. Kłosy zazwyczaj mają trzy osie, przy czym środkowa bywa dodatkowo rozgałęziona na dwie lub trzy osie. Kwiaty wsparte są 1–3 przysadkami. Kwiaty męskie mają od 1 do 5 pręcików, z siedzącymi, walcowatymi pylnikami. Kwiaty żeńskie mają zalążnię powstającą z jednego owocolistka, z siedzącym znamieniem.
OwoceJagody podobne do pestkowców barwy czarnej, brązowej lub czerwonej.

## Systematyka
Jeden z czterech rodzajów rodziny zieleńcowatych (Chloranthaceae) reprezentującej monotypowy rząd zieleńcowców (Chloranthales). 
Wykaz gatunków
- Ascarina coursii (Humbert & Capuron) J.-F.Leroy & Jérémie
- Ascarina diffusa A.C.Sm.
- Ascarina lucida Hook.f.
- Ascarina maheshwarii Swamy
- Ascarina marquesensis A.C.Sm.
- Ascarina philippinensis C.B.Rob.
- Ascarina polystachya J.R.Forst. & G.Forst.
- Ascarina rubricaulis Solms
- Ascarina solmsiana Schltr.
- Ascarina subfalcata J.W.Moore
- Ascarina subsessilis Verdc.
- Ascarina swamyana A.C.Sm.